# Maalhos (Baa-atol)
Maalhos is een van de bewoonde eilanden van het Baa-atol behorende tot de Maldiven.

## Demografie
Maalhos telt (stand maart 2007) 279 vrouwen en 275 mannen.